# Tomoo Kudaka
Tomoo Kudaka (久高 友雄 Kudaka Tomoo?), född 14 mars 1963 i Osaka prefektur, död 22 september 1999, var en japansk fotbollsspelare.
Kudaka började sin karriär 1981 i Matsushita Electric (Gamba Osaka). Med Matsushita Electric vann han japanska cupen 1990. 1994 flyttade han till Cerezo Osaka. Han avslutade karriären 1995.